# Ryuto Yasuoka
Ryuto Yasuoka, född 27 april 1995, är en japansk basketspelare. 
Yasuoka deltog vid olympiska sommarspelen 2020 och var en del av Japans lag som blev utslagna i kvartsfinalen i tremannabasket.